# DO YOU DREAMS COME TRUE?
『DO YOU DREAMS COME TRUE?』（ドゥ・ユー・ドリームズ・カム・トゥルー?）は、2009年3月21日にリリースされたDREAMS COME TRUEの15枚目のアルバムである。

## 概要
- 通算15枚目となるオリジナルアルバム。
- 特典として、初回限定盤Aには『GREATEST HITS "THE SOUL 2"』（ベストアルバム）、初回限定盤BにはWINTER FANTASIA 2008 〜DCTgarden "THE LIVE"（ライブDVD）が付属。
- 1989年3月21日に発売されたメジャーデビューアルバム「DREAMS COME TRUE」から丁度20年経つ2009年3月21日に発売。デビュー20周年カウントダウン企画「3,2,1,0!もう一度、生まれよう。」の最後「0!」はこのアルバムとなり、20周年を迎えることとなる。
- 初回限定盤A（2CD）、初回限定盤B（CD+DVD）、通常盤（CD）の3形態での発売。
- アルバムにはシングル「MERRY-LIFE-GOES-ROUND/TRUE, BABY TRUE.」「連れてって 連れてって」「GOOD BYE MY SCHOOL DAYS」やカップリング曲「ALMOST HOME」「MIDDLE OF NOWHERE」を始め、青山テルマに楽曲提供した「大っきらい でもありがと」のセルフカバーを含む、全12曲収録。
- 『DIAMOND15』以降のアルバムは、ミュージックビデオを収録したDVDがついていたが、今作には収録されていない。今作収録曲のミュージックビデオは、DVD「DREAMS COME TRUE CONCERT TOUR 2009 ドリしてます？」の初回限定盤に収録されている。
- 初回限定盤両タイプ共に三方背ボックス入り。
- アルバムタイトルの訳は「ドリしてます？」である。
- 公式オルゴールアルバム「DREAMS COME TRUE MUSIC BOX Vol.3 - EARLY SUMMER -」と同時発売。
- 発売日（デビューからちょうど20周年の日）から、このアルバムを引っさげてのツアー『20th Anniversary DREAMS COME TRUE CONCERT TOUR 2009 "ドリしてます?"』を開催。（7月22日まで）

## 収録曲
1. a song for you 〜opening theme of dydct?〜
  - 作詞・作曲：吉田美和 / 編曲：中村正人

ピアノ伴奏のみのオープニングテーマ。前アルバム収録曲「またね」のメロディーがピアノ伴奏によって引き継がれている。
2. MERRY-LIFE-GOES-ROUND
  - 作詞・作曲：吉田美和 / 編曲：中村正人

44thシングル「MERRY-LIFE-GOES-ROUND／TRUE, BABY TRUE.」の1曲目。
花王AUBE CMソング
3. 連れてって　連れてって
  - 作詞：吉田美和 / 作曲・編曲：中村正人

45thシングル。
ダンロップ 新スタッドレス「DSX-2」CMソング
オリコン1位獲得シングル。
4. TO THE BEAT, NOT TO THE BEAT
  - 作詞：吉田美和 / 作曲：中村正人、吉田美和 / 編曲：中村正人

サビの部分がレゲエ風になっている。
5. あぁもう！！
  - 作詞・作曲：吉田美和 / 編曲：中村正人

メロディーの作りが複雑になっており、中村は初めてサビの部分を聴いたとき、1拍目がどこかわからなかったという。
6. 大っきらい　でもありがと
  - 作詞：吉田美和 / 作曲：吉田美和、中村正人 / 編曲：中村正人

青山テルマに提供した同名楽曲のセルフカバー。他のアーティストに提供した曲をセルフカバーするのは初めて。
7. サヨナラメーター／タメイキカウンター
  - 作詞：吉田美和 / 作曲：中村正人、吉田美和 / 編曲：中村正人

ジャングルとビッグ・バンド・サウンドを融合させている。
8. TRUE, BABY TRUE. -EXTENDED VERSION-
  - 作詞：吉田美和 / 作曲・編曲：中村正人

44thシングル「MERRY-LIFE-GOES-ROUND／TRUE, BABY TRUE.」の2曲目。シングルバージョンより間奏が長くなっている。
アサヒビール&カゴメ共同開発商品「アサヒ ベジッシュ」CMソング。
9. MIDDLE OF NOWHERE
  - 作詞：吉田美和 / 作曲：吉田美和、中村正人 / 編曲：中村正人

45thシングル「連れてって 連れてって」のカップリング。
パナソニック ソング「SEEDS OF TOMORROW」オリジナルヴァージョン。
10. ALMOST HOME
  - 作詞：吉田美和 / 作曲：吉田美和、中村正人 / 編曲：中村正人

45thシングル「連れてって 連れてって」のカップリング。
明治乳業「明治北海道十勝チーズ」CMソング
11. GOOD BYE MY SCHOOL DAYS
  - 作詞・作曲：吉田美和 / 編曲：中村正人

46thシングル。表示は無いものの、シングルとは別バージョンで収録されている。シングルバージョンには無い巻き戻しの音で終わる。
NHKフレッシャーズキャンペーンソング
12. a love song
  - 作詞：吉田美和 / 作曲：中村正人、吉田美和 / 編曲：中村正人

1曲目の「a song for you」と対の曲。

## 参加アーティスト
DREAMS COME TRUE are
吉田美和
Vocal & Vocal Arrangement / Backing Vocal & Backing Vocal Arrangement(#2-12) / Hand Clap(#2, 8) / Whistle(#9)
中村正人
Electric Bass (#2, 5, 7-10) / Synth. Bass (#3, 4, 6, 10, 11) / Upright Bass (#12) / Backing Vocals (#2, 3, 8, 10) / Hand Clap (#2, 8) / All Instruments Performance by MIDI System (Drums, Percussions,  Acoustic Piano, Organ, Electric Guitar, Sitar, Synthesizers & Strings) (except #1)
MUSICIANS
松本幸弘 : Brush Snare Drum, Cymbal & Hand Clap (#2)
SATOKO(FUZZY CONTROL) : Snare (#4) / Toms, Cymbals & Hand Clap (#9)
畑利樹 : Drums (#6, 10)
武藤良明 : Electric & Acoustic Guitars (#8)
JUON(FUZZY CONTROL) : Electric Guitar (#4, 9, 11)
吉川忠英 : Banjo (#2)
GATZ : Acoustic Guitar (#2)
PABLO(Pay money To my Pain) : Electric Guitar (#3, 6)
佐橋佳幸 : Acoustic Guitar (#10)
大谷幸 : Acoustic Piano (#2, 6, 10, 11) / Electric Piano(#4)
堀秀彰 : Acoustic Piano (#1)
GREG ADAMS : Trumpet & Brass Arrangement (#5, 7, 12) / Flugelhorn(#7)
ERIC MIYASHIRO：Trumpet (#5, 7, 12) / Flugelhorn(#7)
佐々木史郎 : Trumpet (#9)
田中充, 川上鉄平 : Trumpet (#2)
本間将人 : Tenor Saxophone(#2, 5, 7, 12) / Alto Saxophone & Brass Arrangement (#9)
吉田治 : Tenor Saxophone (#9)
五十嵐誠 : Trombone (#2, 5, 7, 9, 12) / Brass Arrangement (#2)
SISTER USAGI : Hand Clap (#9)
ROBIN CLARK, LEA LORIEN, FONZI THORONTON, MARIO VAZQUEZ : Backing Vocals (#9)

## 初回限定盤A（CD『GREATEST HITS "THE SOUL 2"』付き）
- 初回盤2CDにはベストアルバム『GREATEST HITS "THE SOUL 2"』が付属。11thアルバム『monkey girl odyssey』から14thアルバム『AND I LOVE YOU』までの楽曲の中から、投票によって決められた上位17曲を収録。なお、ベストアルバム単体での発売はない。
- 最後の3曲は、10thアルバム『the Monster』以前の楽曲の別ヴァージョンを収録している。
- 本リリースにあたり、全曲にリマスタリング音源が施されている。

### GREATEST HITS "THE SOUL 2"
1. 何度でも
37thシングル。投票数第1位。アルバムバージョンで収録。
2. きみにしか聞こえない
41stシングル。
3. 大阪LOVER
40thシングル。
4. マスカラまつげ
34thシングル「マスカラまつげ／はじまりのla」の1曲目。
5. SNOW DANCE
26thシングル。
6. はじまりのla
34thシングル「マスカラまつげ／はじまりのla」の2曲目。
7. いつのまに
31stシングル。
8. JET!!!
38thシングル「JET!!!／SUNSHINE」の1曲目。ここではイントロはシングルバージョン、間奏、アウトロはアルバムバージョンとなっている。
9. ア・イ・シ・テ・ルのサイン 〜わたしたちの未来予想図〜
42ndシングル。
10. 好きだけじゃだめなんだ
29thシングル。
11. もしも雪なら
39thシングル「もしも雪なら／今日だけは」の1曲目。
12. やさしいキスをして
33rdシングル。
13. PROUD OF YOU
13thアルバム『THE LOVE ROCKS』収録曲。唯一のアルバム曲。
14. 空を読む
37thシングル「何度でも」のカップリング。アルバムバージョンで収録。
15. 未来予想図II 〜VERSION '07〜
42ndシングル「ア・イ・シ・テ・ルのサイン 〜わたしたちの未来予想図〜」のカップリングに収録された、「未来予想図II」のリメイクバージョン。ここでは同シングルに収録されているものよりも早くフェードアウトする。
16. WINTER SONG 〜DANCING SNOWFLAKES VERSION〜
38thシングル「JET!!!／SUNSHINE」のきくきくセットのボーナスディスクに収録された、14thシングル「WINTER SONG」のリアレンジバージョン。
17. LOVE LOVE LOVE -ENGLISH VERSION-
英語詞アルバム『LOVE OVERFLOWS -ASIAN EDITION-』収録曲。

## 初回限定盤B（DVD『WINTER FANTASIA 2008 〜DCTgarden "THE LIVE!!!"』付き）
- 初回盤CD+DVDには「WINTER FANTASIA 2008 〜DCTgarden "THE LIVE"」のライブ映像が収録されたDVDが付属。なお、DVD単体での発売はない。
- この模様は発売前にWOWOWで放送。番組内で放送されたLOVEのライブの模様と、「The Christmas Song」の模様は収録されていない。
- また、この模様を収録していた時、カメラのクレーンが倒れた。そのため、事故時に歌っていた「雪のクリスマス」は収録されていない。

### WINTER FANTASIA 2008 〜DCTgarden "THE LIVE!!!"
1. 初雪 〜ENDING THEME〜
2. サンタと天使が笑う夜
3. SNOW DANCE
4. LAT.43°N 〜forty-three degrees north latitude〜
5. プライドなんて知らない
6. 雪よ！大地よ！ファンピーよ！！
7. Street Life
8. ラヴレター
9. おやすみのうた
10. カノン
11. CARNAVAL　〜すべての戦う人たちへ〜
12. MIDDLE OF NOWHERE
13. 連れてって　連れてって
14. 冬三昧にはまだ遠い
15. WINTER SONG 〜DANCING SNOWFLAKES VERSION〜
16. LOVE LOVE LOVE